# Caserne Rougé
Pour les articles homonymes, voir Rougé (homonymie).
La caserne Rougé se trouvait à Givet, dans les Ardennes, au pied du fort de Charlemont entre la Meuse et la voie ferrée vers Charleville-Mézières et Soissons. Elle fut détruite en 1914 par l'artillerie allemande.
Construite par Vauban, au pied du fort de Charlemont, cette caserne était avec ses 460 mètres la plus longue de France,. Elle est nommée d'après Pierre François, marquis de Rougé, militaire et gouverneur de Givet et Charlemont au XVIIIe siècle.
Fort abîmée en 1914 par l'artillerie allemande, elle fut laissée à l'abandon et servit de carrière durant l'Entre-deux-guerres.